# Orhan Delibaş
Orhan Delibaş, född den 28 januari 1971 i Kayseri, Turkiet, är en nederländsk boxare som tog OS-silver i mellanviktsboxning 1992 i Barcelona. I finalen förlorade han med 1-6 mot kubanen Juan Carlos Lemus.